# Neoglyphidodon polyacanthus
Neoglyphidodon polyacanthus là một loài cá biển thuộc chi Neoglyphidodon trong họ Cá thia. Loài này được mô tả lần đầu tiên vào năm 1889.

## Từ nguyên
Từ định danh được ghép bởi 2 âm tiết trong tiếng Latinh: poly ("nhiều") và acanthus ("gai, ngạnh"), vì vây lưng của loài cá này có đến 14 tia gai, trong khi các loài Neoglyphidodon còn lại chỉ có 13, nên tên gọi hàm ý đề cập đến điều này.

## Phạm vi phân bố và môi trường sống
N. polyacanthus được ghi nhận ở bờ biển phía đông của Úc, từ phía nam rạn san hô Great Barrier (Queensland) đến Sydney (New South Wales), bao gồm cả đảo Lord Howe và đảo Norfolk trên biển Tasman, xa hơn ở phía đông là đến quốc đảo Nouvelle-Calédonie.
Loài này sinh sống tập trung gần những rạn san hô trong các đầm phá nông và vùng biển ngoài khơi, độ sâu đến ít nhất là 30 m.

## Mô tả
N. polyacanthus có chiều dài cơ thể tối đa được ghi nhận là 12 cm. Cá trưởng thành chỉ có một màu nâu sẫm bao phủ khắp cơ thể (vây ngực và vây bụng phớt vàng). Cá con có màu sắc sáng hơn, màu vàng hoặc da cam với một sọc màu xanh lam óng kéo dài đến giữa vây lưng, kết thúc ở ngay một đốm đen lớn, một đốm đen nhỏ hơn ở gốc vây lưng sau tiếp giáp cuống đuôi. Đầu có nhiều vệt đốm màu xanh óng.
Số gai ở vây lưng: 14; Số tia vây ở vây lưng: 13–14; Số gai ở vây hậu môn: 2; Số tia vây ở vây hậu môn: 13–14; Số gai ở vây bụng: 1; Số tia vây ở vây bụng: 5; Số tia vây ở vây ngực: 18; Số lược mang: 22–23.

## Sinh thái học
Thức ăn của N. polyacanthus có thể là tảo và các loài động vật giáp xác. Cá đực có tập tính bảo vệ và chăm sóc trứng.